# Grintovec
Grintovec és la muntanya més alta dels Alps de Caríntia i d'Eslovènia, amb una altitud de 2.558 msnm.
Grintovec té una prominència de 1.706 metres. És el segon cim més destacat d'Eslovènia, després del Triglav.
És un lloc popular per fer senderisme, escalada i esquí. La primera ascensió registrada va ser l'any 1759 pel botànic Giovanni Antonio Scopoli.
És relativament fàcil escalar si es comença des del refugi a la vall de Kamnik Bistrica, passant pel refugi de Cojzova koča.